# 3e régiment de grenadiers (Second Empire)
Pour un article plus général, voir Garde impériale (Second Empire).
Le 3e régiment de grenadiers de la Garde impériale est un régiment d'élite  de la Garde impériale du Second Empire créé en 1855 et supprimé avec le reste de la Garde après la  proclamation de la République française, le 28 octobre 1870.

## Création et différentes dénominations
- 20 décembre 1855 : création du 3e régiment de grenadiers de la Garde impériale
- 28 octobre 1870 : suppression

## Colonels
- 1856 : Auguste Alexandre Ducrot
- 1857 : Jean Louis Metman[1]
- 1860 : Jacques Alexandre Jules Fauvart-Bastoul[2]
- 1866 : Ernest Emmanuel Pradier[3]
- 1870 : colonel Cousin[Note 1]

## Historique des garnisons, combats et batailles
Le 3e régiment de grenadiers de la Garde est organisé par décret du 20 décembre 1855 à trois bataillons en Orient parmi les corps composant l'armée d'Orient et d'un quatrième bataillon formé en France.
Le régiment rejoint la France fin mai 1856 et s'installe à la caserne Guynemer à Rueil.
En 1859, il est engagé dans la campagne d'Italie et subit son baptême du feu à la bataille de Magenta en y laissant plus de 400 hommes.
En 1870, pour la guerre franco-allemande il est rattaché à l'armée du Rhin, Garde impériale commandée par le général Bourbaki, 2e division d'infanterie de la garde sous les ordres du général Picard, 2e brigade du général Le Poittevin de La Croix-Vaubois.

Le régiment rejoint Metz le 28 juillet, avec Napoléon III, accompagné du prince impérial, le sous-lieutenant Louis-Napoléon Bonaparte âgé de 14 ans.

Le 16 août 1870 le 3e régiment de grenadiers est engagé dans la bataille de Rezonville durant laquelle il perd 472 hommes. Sur 42 officiers, 16 sont blessés, 8 sont tués,  dont le colonel, criblé de balles en relevant l'aigle de son régiment.
Comme l'ensemble de l'armée de Metz, le régiment est fait prisonnier de guerre lors de la capitulation du 27 octobre 1870.
Le 28 octobre 1870, après la  proclamation de la République française, le 2e régiment de grenadiers de la Garde est supprimé comme l'ensemble des unités de la Garde impériale.